# Aaron Staton
Pour les articles homonymes, voir Staton.
Aaron Staton (né en août 1980 à Huntington en Virginie-Occidentale, États-Unis) est un acteur américain.
Il est principalement connu pour son rôle de Ken Cosgrove dans la série télévisée Mad Men, ainsi que son rôle de Cole Phelps dans le jeu vidéo L.A. Noire.

## Biographie
Il a grandi principalement à Jacksonville en Floride et est diplômé de l'école secondaire Terry Parker en 1998. Il est diplômé en 2004 de l'école d'art dramatique Carnegie Mellon.

### Vie privée
Il est marié à l'actrice Connie Fletcher. Ils accueillent leur premier enfant, Beckett, le 29 juin 2010.

## Carrière
Il commence sa carrière à la télévision en 2005 dans New York, unité spéciale, puis enchaîne l'année d'après avec Sept à la maison.
En 2007, il fait ses premiers pas au cinéma dans plusieurs films : August Rush de Kirsten Sheridan, Le Journal d'une baby-sitter (The Nanny Diaries) de Shari Springer Berman et Robert Pulcini, Descent de Talia Lugacy (en), I Believe in America de Michael J. Narvaez et One Night de Michael Knowles. Il décroche un rôle important dans Mad Men, où il restera jusqu'en 2015.
L'année suivante, il tient un petit rôle dans Che, 2e partie : Guerilla réalisé par Steven Soderbergh.
En 2011, il prête sa voix et son visage pour le jeu vidéo L.A. Noire, dans lequel il joue le principal protagoniste, Cole Phelps, grâce notamment à la technique du MotionScan, une technique dérivée de la capture de mouvement. La même année, il apparaît dans The Good Wife.
En 2013, il tourne dans Person of Interest et Newsreaders. Deux ans plus tard, il obtient un rôle plus important dans Ray Donovan jusqu'à l'année suivante.
En 2017, il joue aux côtés de Jennifer Morrison et Karen Gillan dans le film Alex & The List d'Harris Goldberg et à la télévision dans Girlfriends' Guide to Divorce.
En 2019, il est présent dans quelques épisodes de la mini-série Unbelievable, diffusée sur Netflix et il reprend son rôle dans Castle Rock. L'année d'après, il joue dans L'étoffe des héros.

### Cinéma

#### Longs métrages
- 2007 : August Rush de Kirsten Sheridan : Nick
- 2007 : Le Journal d'une baby-sitter (The Nanny Diaries) de Shari Springer Berman et Robert Pulcini : John
- 2007 : Descent de Talia Lugacy (en) : L'ami de Jared
- 2007 : I Believe in America de Michael J. Narvaez : Rodney
- 2007 : One Night de Michael Knowles : Leroy
- 2008 : Che, 2e partie : Guerilla (Che : Part Two) de Steven Soderbergh : Le journaliste
- 2011 : Lost Revolution de Michael J. Narvaez : Rodney
- 2014 : Preservation de Christopher Denham : Mike Neary
- 2014 : The List d'Harris Goldberg : Michael
- 2017 : Alex & The List d'Harris Goldberg :

#### Court métrage
- 2010 : Boy Meets Girl d'Andrew Miller : L'homme

### Télévision

#### Séries télévisées
- 2005 : New York, unité spéciale (Law and Order : Special Victims Unit) : Andy Wall (saison 6, épisode 15)
- 2006 : Sept à la maison (7th Heaven) : Daniel
- 2007 : FBI : Portés disparus (Without a Trace) : Hugh Dolan
- 2007 - 2015: Mad Men : Ken Cosgrove
- 2008 : Imaginary Bitches : Bruce
- 2011 : The Good Wife : Todd Roda
- 2013 : Person of Interest : Hayden Price
- 2013 : Newsreaders : Ethan Lexworth
- 2015 - 2016 : Ray Donovan : Mr Donellen
- 2016 : My Mother and Other Strangers : Capitaine Ronald Dreyfuss
- 2016 - 2017 : Girlfriends' Guide to Divorce : JD
- 2018 : Narcos: Mexico : Butch Sears
- 2018 : For the People : Todd Hardart
- 2018 : God Friended Me : Alfie
- 2018 - 2019 : Castle Rock : Pasteur / Révérend Appleton
- 2019 : Unbelievable : Curtis McCarthy
- 2020 : L'étoffe des héros (The Right Stuff) : Wally Schirra
- 2023 : 911 : Daniel Buckley (saison 6, épisode 11)

### Jeux vidéo
- 2011 : L.A. Noire : Cole Phelps